# Andrzej Wypustek
Andrzej Paweł Wypustek (ur. 1967 r. w Jeleniej Górze) – polski historyk, specjalizujący się w historii starożytnej; nauczyciel akademicki związany z Uniwersytetem Wrocławskim.

## Życiorys
Urodził się w 1967 roku w Jeleniej Górze, jednak dzieciństwo i wczesną młodość spędził w Szczawnie-Zdroju koło Wałbrzycha. Ukończył tam kolejno szkołę podstawową i w 1986 roku I Liceum Ogólnokształcące w Wałbrzychu. Następnie podjął studia historyczne na Uniwersytecie Wrocławskim, które ukończył magisterium w 1991 roku. W tym samym roku podjął pracę jako asystent w Instytucie Historycznym na swojej macierzystej uczelni w Zakładzie Historii Starożytnej. W 1998 roku uzyskał stopień naukowy doktora nauk humanistycznych w zakresie historii na podstawie pracy pt. Poganie i chrześcijanie w kręgu Perpetuy i Felicyty. Studium wyobrażeń religijnych w kontekście prześladowania na przełomie II i III wieku, napisanej pod kierunkiem prof. Tadeusza Kotuli. Wraz z nowym tytułem otrzymał stanowisko adiunkta. W 2012 roku Rada Wydziału Nauk Historycznych i Pedagogicznych Uniwersytetu Wrocławskiego nadała mu stopień naukowy doktora habilitowanego nauk humanistycznych w zakresie historii o specjalności historia starożytna na podstawie rozprawy nt. Bogowie, herosi i wybrańcy. Wizerunek zmarłych w greckich epigramach nagrobnych epoki hellenistycznej i grecko-rzymskiej. Stypendysta Programu Fulbrighta.
Jego zainteresowania naukowe koncentrują się wokół historii starożytnej ze szczególnym uwzględnieniem dziejów religijnych starożytnej Grecji i Rzymu oraz okresu hellenistycznego. Do jego najważniejszych prac należą:
- Magia antyczna, Wrocław 2001.
- Kościół w epoce wczesnego chrześcijaństwa, Warszawa 2004; tłumaczenie.
- Życie rodzinne starożytnych Greków, Wrocław 2007.
- Aleksander Wielki. Człowiek i bóg, Wrocław 2007; tłumaczenie.
- Bogowie, herosi i wybrańcy: wizerunek zmarłych w greckich epigramach nagrobnych epoki hellenistycznej i grecko-rzymskiej, Wrocław 2011.
- Imperium szamba, ścieku i wychodka, Wrocław 2018[5]
- Rzymskie graffiti seksualne, erotyczne i miłosne z Pompejów i Herkulanum, Wrocław 2019[6]